# Liste der Kulturdenkmale in Lohe-Rickelshof
In der Liste der Kulturdenkmale in Lohe-Rickelshof sind alle Kulturdenkmale der schleswig-holsteinischen Gemeinde Lohe-Rickelshof (Kreis Dithmarschen) aufgelistet (Stand: 10. März 2025).

## Legende
In den Spalten befinden sich folgende Informationen:
- Objekt-ID: die Nummer des Kulturdenkmales
- Lage: die Adresse des Kulturdenkmales und die geographischen Koordinaten. Kartenansicht, um Koordinaten zu setzen. In der Kartenansicht sind Kulturdenkmale ohne Koordinaten mit einem roten Marker dargestellt und können in der Karte gesetzt werden. Kulturdenkmale ohne Bild sind mit einem blauen Marker gekennzeichnet, Kulturdenkmale mit Bild mit einem grünen Marker.
- Offizielle Bezeichnung: Bezeichnung des Kulturdenkmales
- Beschreibung: die Beschreibung des Kulturdenkmales
- Bild: ein Bild des Kulturdenkmales

## Bauliche Anlagen
| Objekt-ID     | Lage                                   | Offizielle Bezeichnung    | Beschreibung | Bild                             |
| ------------- | -------------------------------------- | ------------------------- | --- | -------------------------------- |
| 8850 Wikidata | Nehren 47 (54° 11′ 22″ N, 9° 3′ 33″ O) | Wohnhaus mit Stallscheune | Alteintragung (Aktualisierung vorgesehen) - Begründung: geschichtlich, städtebaulich - Schutzumfang: gesamtes Objekt - Denkmaltyp: Bauliche Anlage | weitere Fotos \| Fotos hochladen |

## Quelle
- Liste der Kulturdenkmale in Schleswig-Holstein – Kreis Dithmarschen (PDF)